# Лаппаж, Даниэль
Даниэль Сюзанна Лаппаж (фр. Danielle Suzanne Lappage, род. 24 сентября 1990) — канадская спортсменка, борец вольного стиля, призёр чемпионата мира, участница двух Олимпийских игр.

## Биография
Родилась в 1990 году в Олдсе. В 2012 году завоевала бронзовую медаль студенческого чемпионата мира. В 2013 году стала чемпионкой Франкофонских игр. В 2014 году стала чемпионкой Игр Содружества и студенческого чемпионата мира. В 2016 году приняла участие в Олимпийских играх в Рио-де-Жанейро, но наград не завоевала. В 2018 году стала серебряным призёром чемпионата мира в Будапеште, уступив в финале финке Петре Олли. В этом же году завоевала серебряную медаль Игр Содружества.